# Municipalità di Tkibuli
La municipalità di Tkibuli (in georgiano ტყიბულის მუნიციპალიტეტი?) è una municipalità georgiana dell'Imerezia.
Nel censimento del 2002 la popolazione si attestava a 31.132 abitanti. Nel 2014 il numero risultava essere 20.839.
La cittadina di Tkibuli è il centro amministrativo della municipalità, la quale si estende su un'area di 479 km².

## Popolazione
Dal censimento del 2014 la municipalità risultava costituita al 99,1% da persone di etnia georgiana.

## Monumenti e luoghi d'interesse
- Tkibuli